# 嚴清
嚴清（1524年—1590年），字公直、直卿、直甫，號寅所，諡恭肅，雲南都指揮使司雲南後衞軍籍浙江嘉兴县人，明朝政治人物。嘉靖甲辰進士，萬曆間官至太子少保、吏部尚書。卒諡恭肅。

## 生平
嘉靖二十二年（1543年），嚴清鄉試中舉；嘉靖二十三年（1544年）联捷甲辰科進士，授四川富順縣知縣，為官廉潔愛民，頗有名望。丁母憂歸鄉，之後起用邯鄲縣知縣。進入中央后，擔任工部主事、工部屯田司郎中，負責主持北京外城和皇陵，工程結束后，屬下沒有絲毫貪贓公款的行為。随后父亲去世，除服后，補兵部郎中，升任保定府知府，任內廢除每年的保定府到京師所承擔的庫役、賑災開墾荒地并逮捕盜賊，百姓將他與此前知府吳嶽齐名。歷遷易州副使、陝西參政、四川按察使。隆庆元年，任四川右布政使，均以廉潔能干而闻名，朝廷官员屡次举荐。
隆庆二年（1568年），嚴清以右僉都御史巡撫貴州。未上任，改为四川巡撫。他在四川任內擔任巡撫多年，下屬畏懼他的威嚴、相互勸誡并加以自律，所以一時之間四川官員少有貪贓違法的案件。他廢除了團操成都的安排，并接受番人入貢。當時陝西民變流竄作案到四川境內，當時巡按御史王廷瞻彈劾嚴清縱容流寇。當時大學士趙貞吉進言勸阻，隆慶帝不聽，命解除嚴清官職，嚴清遂辭職不出仕。
萬曆二年（1574年），明神宗起用嚴清為山西巡撫。不久，万历三年，改為貴州巡撫，歷任南京、北京大理寺卿。万历五年，任刑部右侍郎，同年改吏部右侍郎、吏部左侍郎，万历六年，担任刑部尚書。當時張居正當政，各部尚書只有嚴清不攀附他。張居正死後，馮保家被抄，查到官員餽贈禮物的賬本，上面唯獨沒有嚴清名字，因此深得明神宗器重。恰逢吏部尚書梁夢龍被罷免，即以嚴清接替。他在任內對官員考察、任免親力親為，沒有官員侥幸升職。大臣們知道他廉洁简朴，都不敢找他请托办事。六个月后，他因病休息，明神宗之后仍多次询问内阁他是否康复。万历十五年，兵部尚书空缺，特以楊博先例，起用嚴清担任。然而使者抵达后，嚴清的病情更加严重，无法赴任。三年后，他因病去世，享年八十七。贈太子太保，諡恭肅。著有《冰玉堂集》。

## 事迹
《萬曆野獲編》载其严整川中吏治之事。

## 家族
五世祖嚴子敬，曾祖嚴亮。祖父嚴暠。父嚴鍈 。母余氏。重庆下。岳父施昱（嘉靖丙戌進士）。
四子：嚴宜（庆远知府）、嚴實（萬曆丁酉舉人）、嚴賓、嚴官（萬曆丁酉舉人）。有孫嚴昌祖 、嚴似祖（崇禎進士）。

## 延伸阅读
[在维基数据编辑]
 《明史卷二百二十四》，出自《明史》